# Amad Al Hosni
Amad Ali Suleiman Al Hosni en árabe: عماد علي الحوسني, (Mascate, Omán, 18 de julio de 1984) es un futbolista omaní. Juega de delantero y su equipo actual es el Fanja Sports Club de Omán.

## Selección nacional
Ha sido internacional con la Selección de fútbol de Omán, ha jugado 56 partidos internacionales y ha anotado 32 goles.

### Participaciones Internacionales
| Torneo                             | Sede                                    | Resultado     |
| ---------------------------------- | --------------------------------------- | ------------- |
| Copa de Naciones del Golfo de 2003 | Kuwait                                  | Cuarto lugar  |
| Copa Asiática 2004                 | República Popular China                 | Primera fase  |
| Copa de Naciones del Golfo de 2004 | Catar                                   | Segundo Lugar |
| Copa de Naciones del Golfo de 2007 | Emiratos Árabes Unidos                  | Segundo Lugar |
| Copa Asiática 2007                 | Indonesia, Malasia, Tailandia y Vietnam | Primera fase  |
| Copa de Naciones del Golfo de 2009 | Omán                                    | Campeón       |

## Clubes
| Club                   | País           | Año       |
| ---------------------- | -------------- | --------- |
| Al-Khaburah            | Omán           | 2003-2004 |
| Al-Riyadh              | Arabia Saudita | 2004-2005 |
| Qatar Sports Club      | Catar          | 2005-2008 |
| Al-Rayyan              | Catar          | 2008-2009 |
| Royal Charleroi SC     | Bélgica        | 2009-2010 |
| Al-Rayyan              | Catar          | 2010      |
| Al-Ahli                | Arabia Saudita | 2010-2013 |
| Al-Nassr Football Club | Arabia Saudita | 2013-2014 |
| Saham Club             | Omán           | 2014-2015 |
| Fanja Sports Club      | Omán           | 2015-2017 |

## Palmarés

### Torneos internacionales
- Copa de Naciones del Golfo: 2009

### Honores individuales
- 2004 Máximos goleadores de la Copa de Naciones del Golfo